# Partido Solo Livre
Partido Solo Livre (em inglês: Free Soil Party) foi um partido político de curta duração nos Estados Unidos, ativo nas eleições presidenciais de 1848 e 1852, bem como em algumas eleições estaduais. Um partido de tema único, seu principal objetivo era se opor à expansão da escravidão nos territórios ocidentais, argumentando que homens livres em solo livre constituíam um sistema moral e economicamente superior à escravidão. Também algumas vezes trabalhou para remover as leis existentes que discriminavam os afro-americanos libertados em estados como Ohio.
O partido teve origem em Nova Iorque depois que a convenção democrata estadual recusou endossar a Emenda Wilmot, uma lei proposta que proibiria a escravidão em qualquer território adquirido do México na Guerra Mexicano-Americana. Uma facção dos democratas de Nova Iorque conhecidos como os Barnburners se opuseram à escravidão nos territórios e se opuseram ao candidato democrata de 1848, Lewis Cass. Os Barnburners e outros democratas antiescravistas juntaram-se a alguns Whigs antiescravidão e ao Partido Liberdade para formar o Partido Solo Livre. Salmon P. Chase, John P. Hale e outros líderes do partido organizaram a Convenção do Solo Livre de 1848, que nomeou um bilhete que consiste no ex-presidente Martin Van Buren e Charles Francis Adams Sr. Na eleição presidencial de 1848, Van Buren ganhou 10,1% do voto popular e o candidato de Whig, Zachary Taylor, derrotou Cass.
O Compromisso de 1850 reduziu as tensões em relação à escravidão, mas alguns permaneceram no partido. Na eleição presidencial de 1852, Hale ganhou 4,9% do voto popular como candidato do partido. A passagem do Ato de Kansas-Nebraska em 1854 revitalizou o movimento antiescravagista e a filiação partidária (incluindo líderes como Hale e Chase) foi amplamente absorvida pelo Partido Republicano entre 1854 e 1856, por meio do movimento Anti-Nebraska.

## História

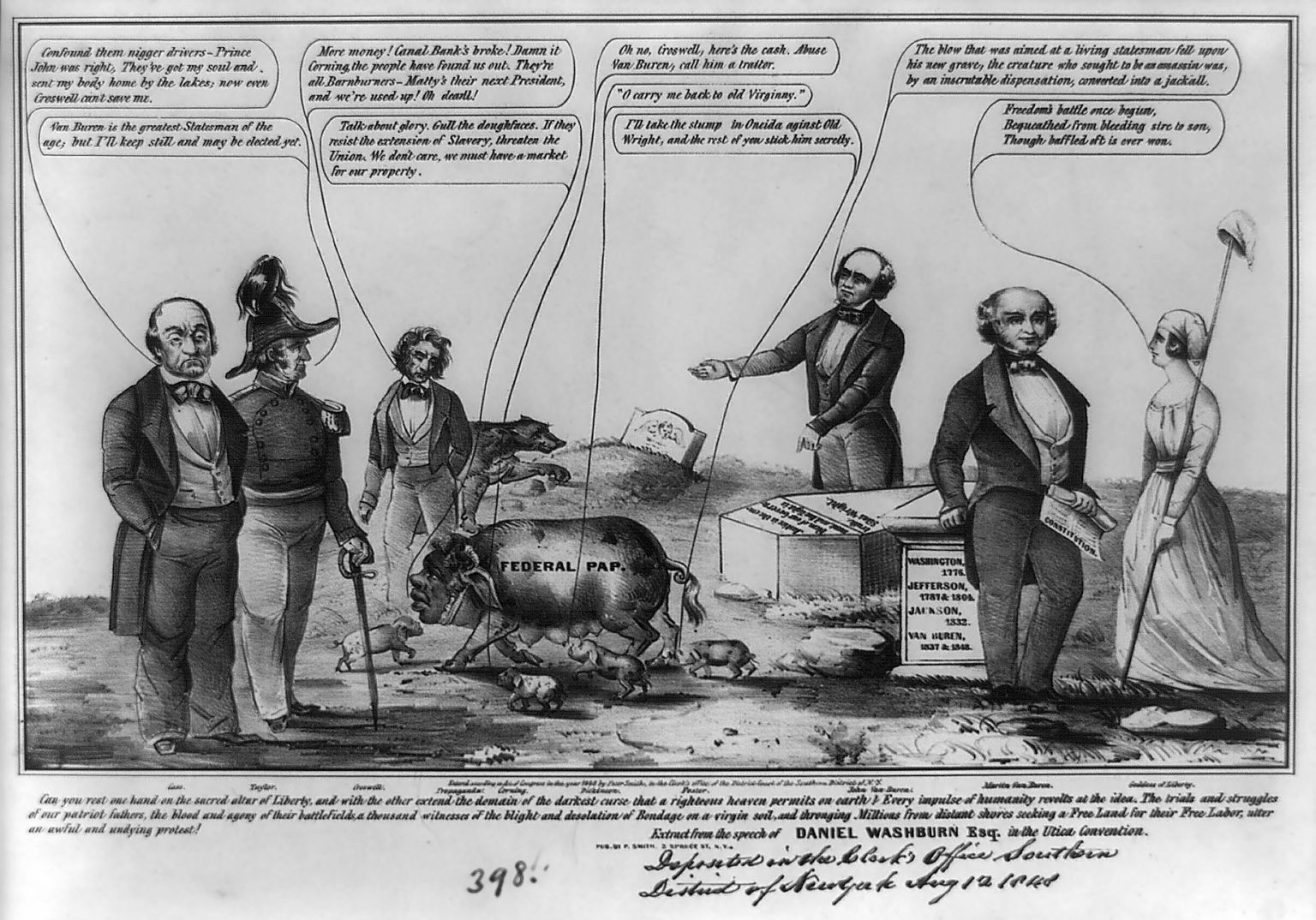
Desenho de Van Buren em 1848

Em 1848, a Convenção Democrata do Estado de Nova Iorque não endossou a Emenda Wilmot, um ato que teria banido a escravidão em qualquer território conquistado pelos Estados Unidos na Guerra do México. Quase metade dos membros, conhecidos como "Barnburners", saíram depois de denunciar a plataforma nacional. Lewis Cass, o candidato presidencial do Partido Democrata em 1848, apoiou a soberania popular (controle local) para determinar o status da escravidão nos territórios dos Estados Unidos. Essa postura repeliu os democratas do Estado de Nova Iorque e os encorajou a se juntarem à Consciência Whig anti-escravidão e à maioria do Partido Liberdade para formar o Partido Solo Livre, que foi formalizado no verão de 1848 nas convenções em Utica e Buffalo. Os membros do novo partido nomearam o ex-presidente democrata Martin Van Buren para presidente, juntamente com Charles Francis Adams para vice, em Lafayette Square, Buffalo, então conhecida como Court House Park. Os principais líderes do partido eram Salmon P. Chase, de Ohio, e John P. Hale, de Nova Hampshire. Os candidatos pelo Solo Livre ganharam 10% dos votos populares em 1848, mas nenhum voto eleitoral, em parte porque a nomeação de Van Buren desencorajou muitos Whigs antiescravistas de apoiá-los.
O partido se distanciou do abolicionismo e evitou os problemas morais implícitos na escravidão. Em vez disso, os membros enfatizaram a ameaça que a escravidão representaria para libertar a mão de obra branca e os empresários do norte nos novos territórios ocidentais. Embora o abolicionista William Lloyd Garrison tenha ridicularizado a filosofia do partido como "manismo branco" a abordagem atraiu muitos oponentes moderados da escravidão. A plataforma de 1848 prometeu promover melhorias internas limitadas, trabalhar por uma lei de propriedade rural, trabalhar para pagar a dívida pública e introduzir uma tarifa moderada apenas para a receita.
O Compromisso de 1850 neutralizou temporariamente a questão da escravidão e minou a posição sem compromisso do partido. A maioria dos Barnburners retornou ao Partido Democrata enquanto a maioria dos Whigs da Consciência retornou ao Partido Whig. Isso resultou no Partido Solo Livre dominado por ardentes líderes antiescravistas.
O partido concorreu com John P. Hale na eleição presidencial de 1852, mas sua participação no voto popular encolheu para menos de 5%. No entanto, dois anos depois — após enorme indignação com o Ato de Kansas-Nebraska de 1854 — os restos do Partido do Solo Livre ajudaram a formar o Partido Republicano.

## Posições

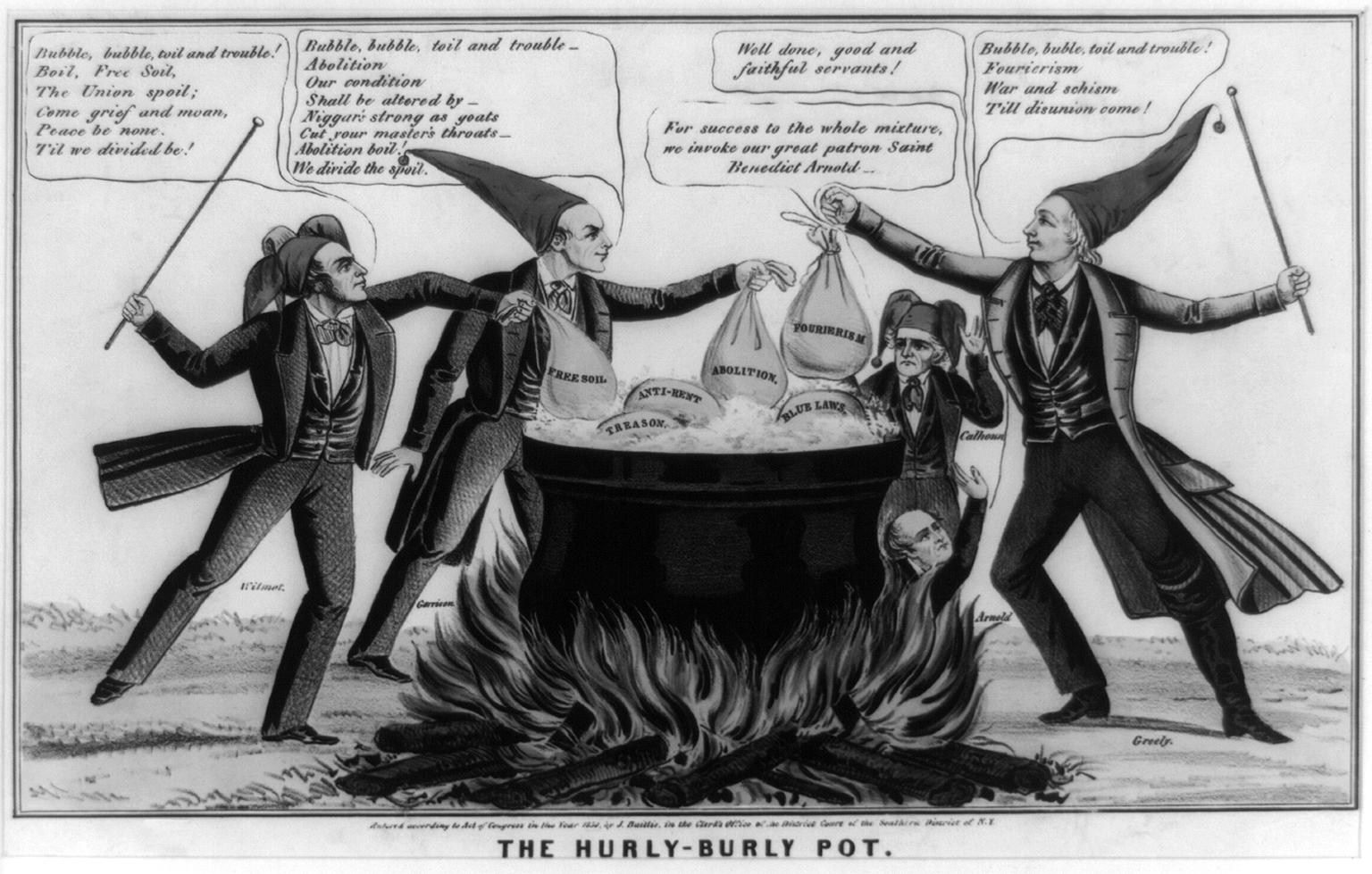
Neste cartum político de 1850, o artista ataca os interesses abolicionistas, o Solo Livre e outros interesses seccionistas da época como perigos para a União

A plataforma do Solo Livre de 1848 denunciou abertamente a instituição da escravidão, exigindo que o governo federal "livre-se de toda a responsabilidade pela existência e continuidade da escravidão", a abolindo em todos os distritos e territórios federais. A plataforma declarou: "Inscrevemos em nosso estandarte 'Solo Livre, Liberdade de Expressão, Trabalho Livre e Homens Livres', e embaixo dele continuaremos lutando e lutando para sempre, até que uma vitória triunfante recompense nossos esforços". Diferentemente do Partido Liberdade, a plataforma do Solo Livre de 1848 não tratava de escravos fugitivos ou discriminação racial, nem exigia a abolição da escravidão nos estados. A organização, no entanto, ganhou o apoio de muitos ex-líderes do Partido Liberdade, pedindo a abolição, sempre que possível, o principal objetivo do Partido Liberdade. A plataforma do Solo Livre também pedia tarifas mais baixas, taxas postais reduzidas e melhorias nos portos. A plataforma do partido de 1852 denunciou abertamente a escravidão e também pediu o reconhecimento diplomático do Haiti. Muitos membros do partido também apoiaram o movimento da temperança.

## Legado
O Partido Solo Livre enviou dois senadores e quatorze representantes ao trigésimo primeiro congresso, que aconteceu entre 4 de março de 1849 e 3 de março de 1851. Como havia membros do partido no Congresso, eles poderiam ter muito mais peso no governo e nos debates que aconteciam. O candidato presidencial do Partido do Solo Livre em 1848, Martin Van Buren, recebeu 291 616 votos contra Zachary Taylor dos Whigs e Lewis Cass dos Democratas, mas Van Buren não recebeu votos eleitorais. O "efeito spoiler" no partido em 1848 pode ter ajudado Taylor a assumir uma eleição restrita.
No entanto, a força do partido era sua representação no Congresso, pois os dezesseis funcionários eleitos tinham influência muito além de sua força numérica.[carece de fontes?] O legado mais importante do partido foi conduzir os democratas antiescravistas a se juntarem à nova coalizão republicana.
Em agosto de 1854, uma aliança foi negociada em Ottawa, Illinois, entre o Partido Solo Livre e os Whigs (em parte, com base nos esforços do editor de jornal local Jonathan F. Linton) que deu origem ao novo Partido Republicano que foi fundado em março daquele ano.
A cidade Free Soil Township, em Michigan, foi nomeada em memória do partido em 1848.

## Membros notáveis do partido
- Jonathan Blanchard, presidente da Knox College[15]
- David C. Broderick, congressista pela Califórnia
- William Cullen Bryant
- Salmon P. Chase, senador por Ohio
- Joshua Reed Giddings, congressista por Ohio
- Horace Mann, congressista por Massachusetts e reformador educacional
- William Butler Ogden, prefeito de Chicago e presidente da Galena and Chicago Union Railroad[15]
- Walt Whitman, poeta, ensaísta e jornalista
- John Greenleaf Whittier
- Henry Wilson